# Naslovi.net
Naslovi.net je specijalizovani pretraživač informativnih sajtova u Srbiji. Sajt omogućava pretraživanje svih vesti objavljenih na sajtovima koji su uključeni u bazu, Naslovi.net takođe sortira vesti po kategorijama i kreira indeks najvažnijih dnevnih vesti prema njihovoj važnosti.
Sajt je započeo sa radom 11. avgusta 2003, i bio je prvi sajt takve vrste u Srbiji. Danas je to jedan je od najposjećenijih sajtova u Srbiji. Sajt je 21. decembra 2009. godine prvi put ostvario preko 100 000 posjeta u jednom danu. Pored sajta za računare, postoji i verzija sajta za mobilne telefone. Osnivač sajta je Miloš Mileusnić.

## Način rada i značaj
funkcioniše na način da se uz pomoć posebnog algoritma određuje koje teme se najviše spominju u novinskim člancima i medijima sa kojima sajt sarađuje, i te teme se stavljaju na naslovnu stranu sajta. Vijesti se takođe grupišu po temama, i omogućena je posebna pretraga vijesti, starih i po nekoliko mjeseci. Poseban značaj sajta je i u tome što omogućava brz i lak uvid u to kako različiti mediji izvještavaju o istim temama.

## Nagrade
je nekoliko puta nagrađivan kao jedan od najboljih informativnih sajtova u Srbiji. Magazin PC Press, koji svake godine objavljuje listu od 50 najboljih domaćih sajtova u Srbiji, nekoliko puta ga je svrstavao među najbolje informativne sajtove.
Sajt je takođe osvojio nagradu publike, i bio u najužoj konkurenciji za nagradu žirija, u kategoriji "najbolji informativni sajt" na prvom Nis Petrol Web Fest-u.

## Spoljašnje veze
- (mobilna verzija)